# Churchkhela

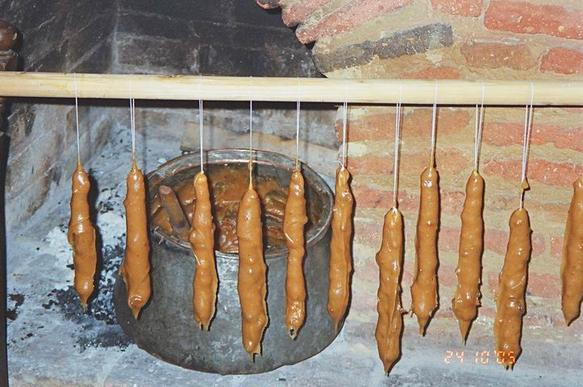
Churchkhela secando

Churchkhela é o doce “nacional” da Geórgia, preparada com sumo de uva, nozes e farinha, transformados em “colares”, que depois se deixam secar. 
Começa-se por fazer os colares, enfiando miolo de nozes partidas em quartos ou avelãs em fios fortes, com cerca de 30 cm. Para o xarope, ferve-se sumo de uva, se necessário com açúcar, e junta-se farinha, mexendo bem até obter um creme espesso. Com a panela ainda ao lume, mas muito brando, mergulham-se os colares de nozes no xarope e penduram-se por cima; quando cada colar parar de pingar, mergulha-se de novo no xarope e pendura-se de novo, até as nozes ficarem com uma boa cobertura doce. Quando os colares estiverem quase secos, podem servir-se, ou pendurar-se noutro local durante alguns dias, até ficarem bem secos.